# Горани (Бузау)
Горани (рум. Gorâni) насеље је у Румунији у округу Бузау у општини Одаиле. Oпштина се налази на надморској висини од 346 m.

## Становништво
Према подацима из 2002. године у насељу је живело 14 становника, од којих су сви румунске националности.